# Dialecto barranqueño

Localización de Barrancos en Portugal.

El dialecto barranqueño (a fala de Barrancos o barranquenho) es una lengua mixta hablada en la localidad portuguesa de Barrancos, fronteriza con España. Es un dialecto cuya base es el portugués alentejano con una fuerte influencia de las hablas de las comarcas vecinas en España (es decir, del dialecto andaluz y del dialecto extremeño), especialmente manifiesta en elementos léxicos, fonéticos y morfológicos que a veces diferencian mucho del portugués y son discordantes para un dialecto de base portuguesa.

## Historia
Las particularidades de mixtura de este dialecto son debidas al contacto continuado y secular del español y el portugués, contacto al que ha contribuido la situación del pueblo de Barrancos en la línea fronteriza con España y el hecho de que los pueblos que se hallan más próximos se encuentran del lado español, por lo que tradicionalmente se han orientado hacia este país (especialmente hacia el pueblo onubense de Encinasola) las relaciones de los habitantes de Barrancos.
Además, el español funciona también como una especie de lingua franca, puesto que es dominado por la mayoría de la población.
El propio aislamiento de Barrancos ayudó no sólo a crear su peculiar condición lingüística, sino también a mantenerla. Son conocidas dentro de Portugal las peculiares características sociales de este pueblo, que se podrían definir como una amalgama de las costumbres portuguesas y españolas.
Hoy en día las relaciones de este pueblo son mayoritariamente con España excepto para los trámites administrativos, la escuela, la sanidad... Así "Lo español queda reducido al dominio familiar y local y a una actitud muy positiva para todo lo que viene de España. Pero la realidad cotidiana es necesariamente portuguesa."

## Uso
Sin censos precisos es difícil determinar qué porcentaje de los más de 2.000 habitantes de Barrancos emplea el dialecto local, pero todo indica que su uso es todavía mayoritario, a lo que se suma su inclusión hoy en la enseñanza infantil como una tradición más del pueblo.

## Dialecto mixto
La base portuguesa de este lingüema queda fuertemente maquillada por las características de las hablas españolas meridionales que lo entreveran. Lo más característico al oído de esta habla es que aspira la s y la z finales, como el dialecto extremeño y el andaluz: cruh (cruz), buhcá (buscar)... Más que aspiración, son vocales abiertas. A veces puede faltar incluso la llamada aspiración: uma bê (una vez).
La j y ge, gi portuguesas [ʒ] se pronuncian [h] como en el andaluz occidental.
No se pronuncian 'l' y 'r' finales: Manué (Manuel), olivá (olivar), que vuelven a aparecer en los plurales: olivareh (olivares).
Si la 'l' está al final de la sílaba, cambia a 'r': argo (algo).
Como el español, no se diferencia entre 'b' y 'v': vaca ['baka]
Como en extremeño, la -e final se pronuncia -i: pobri (pobre)
El pronombre portugués de primera persona nós es sustituido por nusotrus.
La colocación de los pronombres se aproxima más a la norma castellana que a la portuguesa: se lavô (portugués lavou-se, español se lavó).
Contiene además muchas formas verbales de conjugación claramente castellana: andubi (port. andei, esp. anduve); supimus (port. soubemos, esp. supimos).

## Estudio
Este dialecto mixto fue estudiado por primera vez por el filólogo portugués Leite de Vasconcelos en 1939, pero no sería hasta la década de 1970 cuando se abordó su estudio de una manera más sistemática y moderna (Barrancos fue uno de los puntos de encuesta del Atlas Lingüístico-Etnográfico de Portugal e da Galiza), y muy especialmente a finales de la década de 1980, en el que el Grupo de Lingüística de la Universidad de Lisboa comenzó el ambicioso proyecto Lenguajes fronterizos: el barranqueño, cuyos trabajos se vinieron publicando en los últimos años.

## Clasificación
Procede del galaico-portugués con superposiciones del castellano en sus variantes bajo-extremeña[cita requerida] y andaluza.
Clasificación: Indoeuropeo > Itálico > Latino-falisco > Romance > Lenguas romances ítalo-occidentales > Grupo Ítalo-Occidental - Subgrupo Occidental > Grupo Galo-Ibérico > Grupo Ibero-Romance > Grupo Ibero-Occidental > Subgrupo Galaico-Portugués > Dialecto mixto barranqueño.

## Reconocimiento
El barranqueño es desde 2008 “Patrimonio Cultural Inmaterial de Interés Municipal”.  Actualmente la Cámara Municipal de Barrancos está desarrollando un proyecto de investigación y valoración del Barranqueño como lengua y cultura locales de forma que el barranqueño sea la tercera lengua oficial en Portugal. 